# Robert Poseck

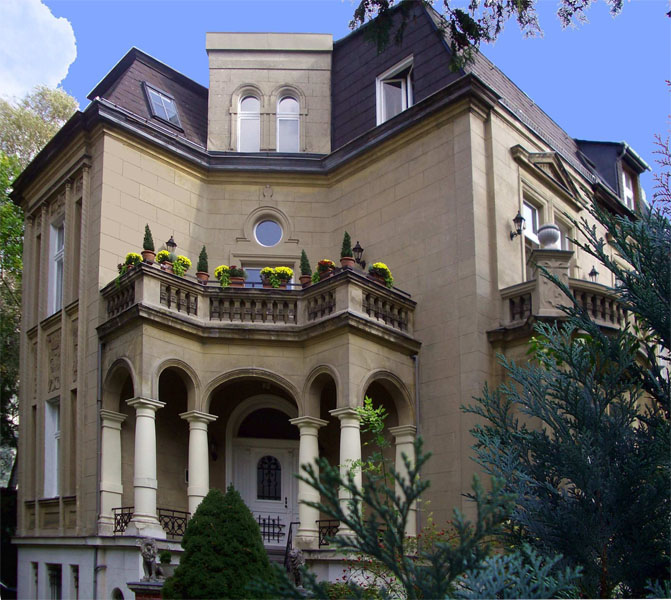
Villa am Kadettenweg in Lichterfelde-West (1901–1902)

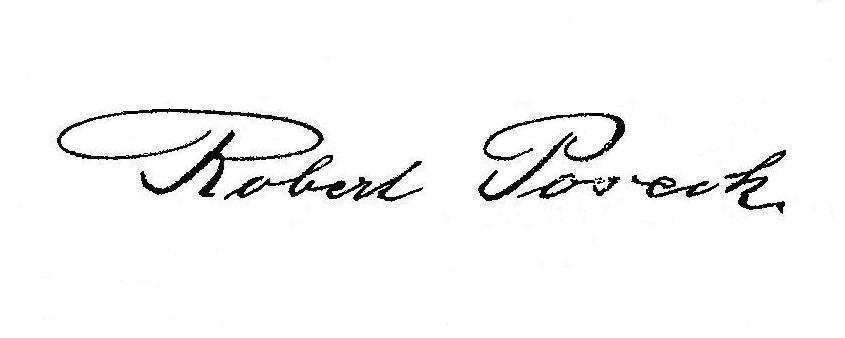
Unterschrift von Robert Poseck (1902)

Robert Poseck (* 21. Januar 1858 in Arnstadt; † 3. März 1939 in Berlin; vollständiger Name: Robert Louis Poseck) war ein deutscher Zimmerer und Baumeister bzw. Bauunternehmer, der sich auch als Architekt bezeichnete.
Robert Poseck plante und finanzierte um 1900 eine Reihe repräsentativer historistischer bzw. eklektizistischer Villen und Landhäuser, vorwiegend in der Berliner Villenkolonie Lichterfelde-West (zu der Zeit Teil der selbständigen Gemeinde Groß-Lichterfelde) und in Steglitz. Ein Teil seiner Bauten ist erhalten und steht unter Denkmalschutz. Die erhaltenen Gebäude zeichnen sich durch eine elegante Fassadengestaltung aus.
Seine Bauten in Lichterfelde-West folgen der damals für die Villenkolonie vorgeschriebenen zweigeschossigen Bauweise. Die beiden Hauptgeschosse wurden ergänzt durch Küchen und Nutzräume im Souterrain und Angestelltenzimmer und weitere Nutzräume in einem ausgebauten Dachgeschoss. Dabei handelt es sich bei diesen für „bürgerliches Wohnen“ gebauten Villen überwiegend um Häuser mittlerer Größe mit Nutzflächen von 500 m² bis 1000 m², häufig ergänzt um ein Kutscherhaus (mit Remise) auf demselben Grundstück. Durch den Erfolg seiner ersten Villen beflügelt, sah sich Poseck bei späteren Bauten in der Lage, die Häuser selbst vorzufinanzieren und nach eigenen Vorstellungen auszubauen, um sie dann zu veräußern.